# ヒルテンフィンゲン
ヒルテンフィンゲン (ドイツ語: Hiltenfingen) は、ドイツ連邦共和国バイエルン州シュヴァーベン行政管区のアウクスブルク郡に属す町村（以下、本項では便宜上「町」と記述する）である。

## 地理

### 位置
ヒルテンフィンゲンは、アウクスブルクの南約 2 km、シュヴァープミュンヘンの南西約 1 km の、レヒフェルト西端ヴェルタハ川沿いに位置している。

### 自治体の構成
教区の中心集落であるヒルテンフィンゲン地区の他にゲマインデタイル（地理上の地区）は存在しない。ヒルテンフィンゲン＝ケラーとゴルデーネ・ヴァイデはゲマインデタイル・ヒルテンフィンゲンに属す住宅地の名称である。

## 歴史
考古学的出土品は、紀元前8世紀または9世紀に集落が形成されたことを示しているが、ヒルテンフィンゲンが初めて文献に記録されたのは1180年頃になってからである。1280年から世俗化まで教会が行使していたこのレーエンに対する統治権は、アイヒャッハ近郊ブルーメンタールのドイツ騎士団司令部に引き継がれた。この村はシュヴァーベンに属す地域にあったにもかかわらず、ドイツ騎士団フランケン司令部に含まれていた。1805年以降この村はバイエルン領となった。バイエルン王国の行政改革に伴う1818年の自治体令によって現在の自治体が成立した。

## 住民

### 人口推移
1988年から2018年までの間にヒルテンフィンゲンの人口は1,243人から1,496人へ、253人 約 20.4 % 増加した。

## 行政
この町は、ランゲルリンゲン行政共同体に属している。

### 議会
ヒルテンフィンゲンの町議会は12議席からなり、これに町長が加わる。

### 首長
2020年5月1日からロベルト・イルムラーが町長を務めている。彼はこの年の町長選挙で Wahlvorschlag von Christlicher Wählerunion および Freier Wählervereinigung の候補として、94.1 % の支持票を獲得して町長に選出された。前任者はコルネリウス・グリープル (FWV/CWU) で、2002年から2020年まで町長を務めた。

### 紋章
図柄: 銀地。四方の縁まで貫通した黒いクロスパティー。これに被せて、青地に銀のシェブロンが描かれた小盾が配置されている。
紋章の由来: 黒いクロスパティーはかつての土地領主ドイツ騎士団を意味している。シェブロンは、アウクスブルクの高位代官ブルクマネン・フォン・シュヴァーベッグ家の紋章から採られ、ヒルテンフィンゲンの領主権を有していたことを想起させる。白と青の配色はバイエルン公領との関連を示唆している。
この紋章は1967年から用いられている。

## 文化と見所

### 建築文化財
- 司祭館。1710/11年建造